# Batalla de blindados de La Virga
La batalla de blindados de la llanada de La Virga fue un combate ocurrido el 14 de agosto de 1937 en el norte de la provincia de Burgos, en el marco de la ofensiva franquista sobre Cantabria del verano de 1937 durante la Guerra Civil Española. Tanto el bando rebelde como el republicano reclamaron la victoria.

## Localización
El choque bélico se produjo en la zona conocida como la llanada de La Virga, situada en el límite de las provincias de Burgos y Cantabria. El escenario de la batalla era una zona llana al pie del Puerto de El Escudo, atravesada por la carretera que discurría desde la actual N-623 (carretera Burgos-Santander) en dirección a Corconte. En la actualidad se encuentra parcialmente bajo las aguas del Embalse del Ebro (dicho embalse aún no se había completado en 1937).

## Fuerzas en combate
Por parte gubernamental las fuerzas que participaron en la batalla estaban compuestas por una agrupación de tanques (autoametralladoras-cañón BA-6, automóvil blindado FAI, ambos de fabricación soviética; tanques Trubia españoles y Renault FT-17 franceses) adscrita a la División 53 republicana.
Las fuerzas sublevadas contaban con tres compañías de autoametralladoras y tanques italianos Fiat Ansaldo y Lancia Ansaldo pertenecientes a la División Fiamme Nere del CTV, así como tropas de infantería y artillería antitanque. Según el diario republicano La Vanguardia el número de blindados italianos fue de cuarenta

## Desarrollo del combate
El 14 de agosto de 1937 las autoametralladoras italianas Fiat Ansaldo y Lancia Ansaldo de la División Fiamme Nere, en su avance hacia Corconte y Reinosa, se toparon con las menos numerosas pero mejor armadas autoametralladoras y autoametralladoras-cañón soviéticas BA 6 y FA 1. Los italianos, con el apoyo de la infantería y de artillería antitanque, lograron poner fuera de combate algunas unidades republicanas. Por su parte los republicanos también dañaron alguna unidad italiana. Finalmente la intervención de los tanques Trubia y Renault FT17 republicanos posibilitó la retirada de los blindados soviéticos restantes hacia Corconte.
Ambos bandos se atribuyeron la victoria final en el combate. Los partes de republicanos e italiano difieren parcialmente en cuanto al número de bajas y capturas, tanto propias como las hechas al enemigo.

### Parte republicano
El parte republicano señala que la autoametralladora-cañón n.º 6 tocó un carro italiano antes de ser a su vez inmovilizada por fuego de artillería y por embestidas de tanquetas italianas. Además la autoametralladora-cañón n.º 8 y una autoametralladora fueron inutilizadas por embestidas de tanquetas italianas.
Las bajas reconocidas por el parte republicano fueron de dos heridos y ocho desaparecidos (los italianos hicieron prisioneros a dos tenientes republicanos).

### Parte italiano
El parte italiano coincide con el republicano al señalar que sus tanquetas dejaron fuera de combate tres blindados republicanos mediante embestidas, y en que los republicanos inutilizaron a una autoametralladora Lancia Ansaldo. Además los italianos apuntan que una pieza artillera que había agotado su munición fue defendida de otro blindado republicano por los propios servidores de la pieza usando bombas de mano. Por su parte el parte italiano difiere del republicano al señalar otro blindado republicano fue puesto fuera de combate por la infantería mediante el uso de bombas de mano, así como al indicar la captura de cinco blindados al enemigo como balance final (frente a los tres reconocidos por los republicanos).
Las bajas italianas recogidas en su parte son dos tenientes, un subteniente y dos cabos heridos.

## Consecuencias
Los blindados republicanos se retiraron hacia Corconte y Reinosa, quedando los blindados y tropas italianas dueños del escenario del combate. Con posterioridad las fuerzas italianas continuaron su presión hacia el Puerto del Escudo, que tomarían a los republicanos días más tarde (17 de agosto).